# Hugh McDonald (hudebník)
Hugh McDonald (* 28. prosince 1950 Filadelfie, USA) je americký hudebník-basista.

## Život
Než se přidal k Bon Jovi, působil jako baskytarista v kapele David Bromberg Band, hodně cestoval po celém světě a hrál na Bombergových albech. Zahrál si s mnoha umělci, a to jak živě, tak i ve studiu, patří mezi ně například: Willie Nelson, Richie Sambora, Ringo Starr, Bon Jovi, Lita Ford, Michael Bolton, Cher, Alice Cooper, Jon Bon Jovi, Ricky Martin a další.
V současné době pracuje s Bon Jovi a byl při tom, když Alec John Such opustil kapelu po vydání alba Cross Road v roce 1994, ale je stále považován za neoficiálního člena Bon Jovi. Ačkoliv nahrává s kapelou ve studiu a živě vystupuje na jevišti a při propagaci představení, neobjevuje se na plakátech a obalech alb. Členové kapely souhlasili, že nikdy nenahradí bývalého baskytaristu oficiálně.
Stal se jedním ze studiových hudebníků, kteří nahráli první demo Bon Jovi pro píseň Runaway. Když se stala píseň místním hitem, sestavil Jon dohromady svoji současnou kapelu bez něj. Objevil se také na Jonově sólovém albu Destination Anywhere a byl členem jeho doprovodné skupiny The Big Dogs.
V roce 2004 se oženil s Kelli, trenérkou koní a návrhářkou šperků. Bydlí v blízkosti Park City v Utahu.

## Diskografie

### S Bon Jovi

#### Studiová alba
- These Days (1995)
- Crush (2000)
- Bounce (2002)
- Have a Nice Day (2005)
- Lost Highway (2007)
- The Circle (2009)
- What About Now (2013)
- Burning Bridges (2015)
- This House Is Not for Sale (2016)

#### Kompilace
- Cross Road: Greatest Hits (1994)
- Tokyo Road: Best of Bon Jovi (2001)
- This Left Feels Right (2003)
- Greatest Hits (2010)

#### Živá alba
- One Wild Night Live 1985-2001 (2001)

#### Box Sety
- 100,000,000 Bon Jovi Fans Can't Be Wrong (2004)